# One O’Clock Jump
One O’Clock Jump ist eine Jazzkomposition von Count Basie, die zunächst in dem Arrangement von Eddie Durham und Buster Smith gespielt wurde und sich schließlich zu einem Hit und einem Jazzstandard entwickelte. 1945 schrieb Lee Gaines, ein Sänger der Delta Rhythm Boys, einen Text zu dem Stück.

## Entstehungsgeschichte und erste Aufnahme
Die Swingnummer „One O’Clock Jump“ in Form eines 12-taktigen Blues wurde 1937 von Count Basie geschrieben. Das Stück war der erste große Erfolg des Count Basie Orchestra; das ursprüngliche Arrangement stammte von Eddie Durham und Buster Smith. Carlo Bohländer bewertet den Song als „einen sehr effektiven Bigband-Blues mit Riff-Melodik“, das „aus einem Blues-Motiv von Buster Smith und Head Arrangements der Basie-Band gestaltet wurde und viel zum guten Ruf der Band beigetragen hat“. Der Blues wurde schon während der Zeit in Kansas City im Reno Club zur Erkennungsmelodie des Orchesters. David Rickert sieht das Hauptmerkmal des „One O’Clock Jump“, das eigentlich ein recht einfach strukturiertes Stück sei, in seiner „rhythmischen Intensität“. Es basiere auf einer Serie von drei Riffs, das erste von den Saxophonen, das zweite von den Trompetern und das dritte von den Posaunen getragen, jeweils gefolgt von einer Reihe von Solos.
Zur Frage der Originalität des Titels merkt Rickert an, dass das das Stück abschließende Riff aus einer Fats-Waller-Aufnahme namens „Six or Seven Times“ stamme und der Arrangeur Eddie Durham sicherlich der Hauptverantwortlicher für die swingende Orchestrierung sei. David Rickert zählt „One O’Clock Jump“ zu den besten Beispielen des Kansas City Jazz.
Basie erzählte später dem Autor Nat Hentoff, wie die Bezeichnung des Titels entstand. Kurz vor der Schlussnummer bei einem Auftritt in Kansas City wurde Basie vom Ansager gefragt, was sie noch spielen werden: „Nun, das Stück hatte einfach keinen Titel, als musst sich jemand ganz schnell einen ausdenken. Ich guckte mich im Studio um, und mein Blick fiel auf die Uhr. Es war kurz vor eins“. Spätere Autoren weichen von dieser Darstellung ab: Ursprünglich hatte der Titel noch „Blue Ball“ geheißen, doch ein nervöser Radiomoderator traute sich bei einer Übertragung für Radio W9XBY nicht den vulgären Titel anzusagen; so wurde er schließlich „One O’Clock Jump“ genannt, da er regelmäßig die Schlussnummer im Reno Club gebildet hatte.
Die Original-Einspielung des Titels fand am 7. Juli 1937 in New York für das Label Decca statt. Es erschien als 78er mit der B-Seite „John’s Idea“. Hauptsolisten waren die beiden damaligen Saxophonisten des Count Basie Orchestra, Herschel Evans und Lester Young, der Posaunist George „Rabbit“ Hunt sowie der Trompeter Buck Clayton. In der Rhythmusgruppe spielten neben Basie Walter Page am Bass und Jo Jones am Schlagzeug.
Obwohl in der Originalversion auch Buck Clayton ein durchaus inspiriertes Solo spielte, wurde in Live-Konzerten „One O’Clock Jump“ vor allem eine Bühne für die feurigen Tenor Battles zwischen Herschel Evans und Lester Young. Evans hatte traditionell das erste Solo, dann folgte Young. Diese Tenor Battles wurden zu einer lange währenden Tradition der Basie-Band, später fochten Paul Quinichette und Eddie Lockjaw Davis diese Kämpfe aus.

## Weitere Versionen
In späteren Jahren nahm Basie weitere Versionen  des Titels auf, so auf seinen späteren Alben der 1950er Jahre für Roulette Records wie Breakfast Dance and Barbecue (1959) und Basie at Birdland (1961) sowie 1957 auf seinem Album mit den Sängern Joe Williams und Ella Fitzgerald auf dem Album One O’Clock Jump. Zuletzt 1977 spielte er den Titel auf dem Pablo-Album Kansas City 5 mit Milt Jackson und Joe Pass.
Nachdem die Originalversion von Count Basie und seinem Orchester 1937 bis auf Platz 15 der amerikanischen Hitparade gekommen war, war das Hitpotenzial des Songs klar. Der populäre Titel wurde sogleich auch von Bandleadern wie Benny Goodman und Duke Ellington ins Repertoire genommen. Auch weitere Interpreten hatten mit ihren Cover-Versionen ökonomischen Erfolg:
- Harry James and His Orchestra (1938, #7)
- Benny Goodman and His Orchestra (1938, #8)
- Metronome All-Star Band (1941, #13)

Count Basie kam 1947 mit dem Titel noch einmal auf Platz 12 amerikanischen Charts. Der „One O’Clock Jump“ war bis 1940 rund ein Dutzend Mal aufgenommen worden und wurde von Sidney Bechet/Kenny Clarke, Don Byas, Les Brown, Lionel Hampton, Ernst Höllerhagen, Harry James, Oscar Peterson, André Previn, Chick Webb und Gerald Wilson gespielt. Er gehörte auch zum Repertoire des Bennie Goodmans Carnegie Hall Koncert 1938. In den 1950er Jahren interpretierte ihn das Vokaltrio Lambert, Hendrick & Bavan.
„One O’Clock Jump“ fand auch als Soundtrack in einigen Spielfilmen Verwendung, so in Die Ehre zu fliegen, Die Grasharfe, Harlem Nights, Enigma – Das Geheimnis und Der englische Patient.
Die Western Swing Band Asleep at the Wheel wurde 1979 für ihre Version des Titels mit einem Grammy ausgezeichnet.
Eine 11-minütige Gala-Version des One O’Clock Jump findet sich auf dem Mitschnitt des Konzerts der WDR-Bigband „Reflections on Count Basie“ vom 29. Juli 2018 in der Kölner Philharmonie mit einem Solo des Bigband-Leaders und Saxophonisten Bob Mintzer.

## Wirkungsgeschichte
Count Basie schrieb danach „Two O’Clock Jump“ und „Jumpin’ at the Woodside“ im ähnlichen Stil. „One O’Clock Jump“ wurde in die Reihe der Songs of the Century aufgenommen.